# When All the Pieces Fit
When All the Pieces Fit is het tiende studioalbum van de Engelse singer-songwriter Peter Frampton. Het werd op 18 september 1989 door Atlantic Records uitgebracht. Na de tour voor zijn vorige album, Premonition uit 1986, verhuisde Frampton naar Los Angeles. Hij nam de nummers van When All the Pieces Fit eerst thuis op.
Het album bereikte in oktober 1989 de 152ste positie in de Amerikaanse Billboard 200. "Holding on to You", de enige single van het album, haalde de 27ste plaats in de Mainstream Rock Charts. Dit door Frampton in samenwerking met Will Jennings geschreven nummer verscheen in 1992 ook op Framptons verzamelalbum Shine On: A Collection. De albumhoes werd geschilderd door Leo Posillico.

## Tracklist
Alle muziek en teksten zijn geschreven door Peter Frampton, tenzij anders aangegeven. 
| Nr. | Titel                                          | Duur |
| --- | ---------------------------------------------- | ---- |
| 1.  | More Ways Than One (Frampton/Wilde)            | 5:31 |
| 2.  | Holding on to You (Frampton/Jennings)          | 4:16 |
| 3.  | My Heart Goes Out to You (Frampton/Regan)      | 5:06 |
| 4.  | Hold Tight                                     | 4:16 |
| 5.  | People All Over the World (Frampton/Robertson) | 5:27 |

| 6.                 | Back to the Start (Frampton/Wilde)         | 4:17 |
| 7.                 | Mind over Matter                           | 4:56 |
| 8.                 | Now and Again (Frampton/Regan/Robertson)   | 4:47 |
| 9.                 | Hard Earned Love (Frampton/Dworkow/Wilde)  | 4:23 |
| 10.                | This Time Around (Frampton/Jennings/Regan) | 3:53 |
| Totale duur: 46:55 |                                            |      |

## Bezetting
| - Peter Frampton - gitaar, basgitaar, synthesizer, zang (1-10) - Rick Willis - achtergrondzang (1) - John Robinson - drums (1, 6, 8 en 9) - Danny Wilde - achtergrondzang (1, 7 en 9) - Jean McClain - achtergrondzang (2-5) - Mark Williamson - achtergrondzang (2-5) - Nathan East - basgitaar (2-3, 5) | - Lenny Castro - percussie (2-5, 8) - Chris Lord-Alge - synthesizer (2 en 8) - Steve Ferrone - drums (3-5, 8 en 10) - Alfie Silas - achtergrondzang (5) - Brian Robertson - synthesizer (5), achtergrondzang (5), gitaar (8) - Jon Dworkow - gitaar (9), basgitaar (9), synthesizer (9) - Sam Riney - saxofoon (10) |